# Fu’ad I
Fu’ad I, arab. فؤاد الأول (ur. 26 marca 1868 w Kairze, zm. 28 kwietnia 1936 tamże) – od 1917 sułtan, a od 1922 pierwszy król niepodległego, nowożytnego Egiptu. Był synem Isma’ila Paszy i Firjal Hanim, sułtański tron objął po śmierci brata Husajna Kamila.

## Zarys biografii
W czasie swoich rządów sprzeciwiał się polityce partii Wafd, rządzącej w niepodległym Egipcie na mocy konstytucji przyjętej w 1923. W konsekwencji w 1928 unieważnił konstytucję i zredukował zadania partii do roli doradczej. Wielkie niezadowolenie społeczne zmusiło go jednak do przywrócenia poprzedniego ustroju w 1935.
Po jego śmierci tron Egiptu objął jego syn Faruk. Fuad I był też ojcem księżniczki Fauzijji, pierwszej żony irańskiego szacha Mohammada Rezy Pahlawiego. Matką Faruka i Fauzijji była królowa Nazli Sabri – druga żona monarchy.

## Odznaczenia
Egipskie
- Wielki Mistrz Orderu Mohameda Alego
- Wielki Mistrz Orderu Ismaila
- Wielki Mistrz Orderu Nilu
- Wielki Mistrz Orderu Doskonałości
- Order Rolnictwa – fundator w 1923
- Order Wychowania – fundator w 1932
- Order Przemysłu i Handlu – fundator w 1932

Zagraniczne
- Order Łaźni I kl. (1917, Wlk. Brytania)
- Łańcuch Wiktoriański (1927, Wlk. Brytania)
- Order Złotej Ostrogi (1927, St. Apostolska)[2][3]
- Order Królewski Serafinów (1933, Szwecja)
- Order Wazów I kl. z łańcuchem (1921, Szwecja)
- Order Annuncjaty (1922, Włochy)
- Order śś. Maurycego i Łazarza I kl. (1911, Włochy)
- Order Korony I kl. (Włochy)
- Order Legii Honorowej I kl. (1927, Francja)
- Order Wieży i Miecza I kl. z łańcuchem (1920, Portugalia)
- Order Białej Róży I kl. z łańcuchem (1935, Finlandia)[4]
- Order Leopolda I kl. z mieczami (1927, Belgia)
- Order Lwa Niderlandzkiego I kl. (1925, Holandia)
- Order Zbawiciela I kl. (1912, Grecja)
- Order Karola I I kl. z łańcuchem (Rumunia)
- Order Orła Białego (1932, Polska)[polskie źródła nie potwierdzają nadania]
- Order Królewski Słonia (1935, Dania)
- Order Orła Czarnego I kl. z łańcuchem (Albania)
- Order Medżydów I kl. (1893, Turcja)
- Order Najświętszy I kl. (1919, Persja)
- Order Korony I kl. z łańcuchem (Persja)
- Order Chryzantemy z łańcuchem (1921, Japonia)
- Order Domowy Chakri (1834, Syjam)
- Order Wielkiego Słońca z łańcuchem (1927, Afganistan)
- Order Pieczęci Salomona (1924, Etiopia)
- Order Odrodzenia (1922, Hidżaz)
- Order Haszymitów (Irak)